# Saint-Michel (Loiret)
Saint-Michel é uma comuna francesa na região administrativa do Centro-Vale do Loire, no departamento de Loiret. Estende-se por uma área de 5.14 km². Em 2010 a comuna tinha 130 habitantes (densidade: 25,3 hab./km²).